# Камиита
Камиита (яп. 上板町 Камиита-тё:) — посёлок в Японии, находящийся в уезде Итано префектуры Токусима. Площадь посёлка составляет 34,51 км², население — 12 270 человек (1 августа 2014), плотность населения — 355,55 чел./км².

## Географическое положение
Посёлок расположен на острове Сикоку в префектуре Токусима региона Сикоку. С ним граничат города Йосиногава, Ава, Хигасикагава и посёлки Итано, Айдзуми, Исии.

## Население
Население посёлка составляет 12 270 человек (1 августа 2014), а плотность — 355,55 чел./км². Изменение численности населения с 1980 по 2005 годы:
| 1980 | 12 074 чел. |  |
| 1985 | 12 523 чел. |  |
| 1990 | 12 546 чел. |  |
| 1995 | 12 721 чел. |  |
| 2000 | 12 952 чел. |  |
| 2005 | 13 123 чел. |  |

## Символика
Деревом посёлка считается гинкго, цветком — индигофера.